# Xã Jefferson, Quận Little River, Arkansas
Xã Jefferson (tiếng Anh: Jefferson Township) là một xã thuộc quận Little River, tiểu bang Arkansas, Hoa Kỳ. Năm 2010, dân số của xã này là 5.399 người.